# Красничи, Илир
Или́р Красни́чи (алб. Ilir Krasniqi; 2 апреля 2000, Бохольт) — косовский футболист, полузащитник ковалёвского «Колоса» и сборной Косова.

## Клубная карьера
Воспитанник «Фуше-Косова», с 2020 по 2021 год выступал за молодёжную команду КЕК.
23 декабря 2020 года подписал 5-летний контракт с «Лапи», где получил футболку с 21-м игровым номером. 7 июля 2022 года дебютировал в футболке клуба в Лиге конференций УЕФА, в проигранном (0:2) выездном поединке 1-го квалификационного раунда против черногорской «Будучности». Илир вышел на поле в стартовом составе и отыграл весь матч. Всего в составе «Лапи» сыграл 6 матчей в еврокубках (4 — в Лиге конференций и 2 — в Лиге Европы).
6 сентября 2024 года подписал 2-летний контракт с «Колосом». По данным интернет-портала Transfermarkt, сумма отступных составила 300 000 евро.

## Карьера в сборной
С 2018 по 2022 год выступал за юношеские и молодёжные сборные Косова соответственно в составе команд U-19 и U-21, за которые сыграл семь матчей. 30 мая 2022 года получил вызов в главную команду на тренировочный сбор перед матчами Лиги наций УЕФА 2022/23 против Кипра, Греции и Северной Ирландии, но не попал в окончательный список.
16 сентября 2022 года снова получил вызов от Косова на матчи Лиги наций УЕФА 2022/23 против Северной Ирландии и Кипра. Дебютировал за Косово через одиннадцать дней после вызова на матч Лиги наций УЕФА 2022/23 против Кипра, в котором вышел на замену на 89-й минуте вместо Флорана Хадерджоная.